# John Lukic
Pour les articles homonymes, voir Lukić.
Jovan « John » Lukic  (en serbe Јован "Џон" Лукић, Jovan "Džon" Lukić) né le 11 décembre 1960 à Chesterfield est un footballeur anglais. Il jouait alors au poste de gardien de but.

## Biographie
D'origine serbe, Lukic signe son premier contrat pour Leeds United alors qu'il est encore enfant. Il fait ses débuts professionnels en 1979 et jouera en tout 165 matchs pour son premier club. 
En juillet 1983, il est recruté par Arsenal, pour 75 000 £, pour remplacer Pat Jennings. Il est le gardien titulaire du début de la saison 1984-85 et remporte la League Cup 1987 ainsi que le titre de l'ancienne Premier League en 1989. 
À l'été 1990, George Graham signe un autre ancien de Leeds en provenance des Queens Park Rangers, David Seaman. Lukic repart alors à Leeds pour un million de livres où il joue 265 matchs et remporte un second championnat en 1992. 
Mais en 1996, Leeds signe Nigel Martyn. Lukic descend une nouvelle fois à Londres dans les rangs des Gunners.  Doublure de Seaman il ne joue que 15 matchs lors de la saison 1996-97. En 1997, Alex Manninger rejoint Arsenal, John Lukic devient alors le troisième gardien de l'équipe. Cependant en 2000, les deux premiers gardiens sont blessés, ce qui lui permet à John Lukic, 40 ans, de jouer quelques matchs dont le match contre la Lazio qui fait alors de lui le plus vieux joueur de l'époque à participer à un match de Ligue des champions. Il prend sa retraite en 2001.